# Vångagylet (Kyrkhults socken, Blekinge, 625608-142349)
Vångagylet är en sjö i Olofströms kommun i Blekinge och ingår i Skräbeåns huvudavrinningsområde.